# Ju Sung-min
Ju Sung-min (anglickým přepisem: Ryu Seung-min; * 5. srpna 1982 Soul) je jihokorejský stolní tenista.
Jedná se o praváka s tužkovým držením pálky a tvrdým forehandovým útokem. Mezi světovou špičkou patří k hráčům s absolutně nejrychlejším pohybem[zdroj?], což mu umožňuje obíhat většinu úderů na forehand.
Ju Sung-min se proslavil svým nečekaným vítězstvím ve dvouhře mužů na olympijských hrách v roce 2004. Je v současné době (duben 2013) na 20. místě mužského žebříčku ITTF.
Kromě výše uvedené zlaté medaile z olympijských her má na kontě také dvě bronzové medaile z mistrovství světa v soutěži mužských družstev z let 2001 a 2004.